# フウ
フウ（楓、学名: Liquidambar formosana）はフウ科フウ属の落葉高木。公園樹や街路樹にされる。別名、サンカクバフウ（三角葉楓）、タイワンフウ（台湾楓）、イガカエデ（伊賀楓）、カモカエデ（賀茂楓）。古名、オカツラ（男桂）。
種小名 formosana は「台湾の」の意味。属名の Liquidambar はリキッド・アンバー（「液体の琥珀」の意）で、その樹皮から香りのよい樹脂が採れることにちなむ。そのため、中国名では楓香樹の名がある。また中国名の別名では漢字で「楓」（楓樹）と書き、和名はその音読みを由来とする。日本では古来、「楓」の字を「カエデ」と訓むが、本来の楓は本項目のフウのことを指し、カエデを表す漢字は槭である。

## 分布・生育地
原産地は台湾、中国南東部。日本には江戸時代中期、享保年間（1716 - 1736年）に渡来し、珍しい樹として江戸城と日光に植えられたのが始まりである。植栽は日本全土に分布し、関東地方以南で使われている例が多い。

## 特徴
落葉広葉樹の高木。幹は真っ直ぐに伸び、高さ20 - 25メートル (m) ほどになる。原産地では40 - 60 mのものもある。樹皮は灰色から灰褐色で、縦に浅い筋が入り、老木になると縦から網目状に裂ける。
葉は掌状にふつう3裂し、しばしば5裂や複雑な裂け方をする葉もみられる。葉縁に細かい鋸歯がある。葉の形はカエデにやや似ている。枝の同じ場所に葉が対生するカエデとは異なり、フウは枝に互生する。秋に紅葉し、赤色や橙色、黄色に色づく。葉柄に托葉がつくため、枝には托葉痕はない。
雌雄同株。花は雌雄とも球形で花被がない。春、新葉が出るとともに咲く。
初夏には枝先に小さなイガのような若い果実がつく。果期は秋の紅葉のころで、光沢のある褐色で、細かい棘と隙間がある球状の集合果が成熟する。果実は蒴果。冬でも果実は枯れ葉とともに残ることもある。
冬芽は長さ5 - 10ミリメートル (mm) で卵形から長卵形をしている鱗芽で、11 - 18枚の芽鱗に包まれている。芽鱗には薄茶色の汚れたような毛がある。枝先につく頂芽は、側芽よりもやや太い。葉痕は半円形から三角形で、維管束痕は3個ある。
トウカエデに似ている。樹皮とくきの形で見分けがつく。

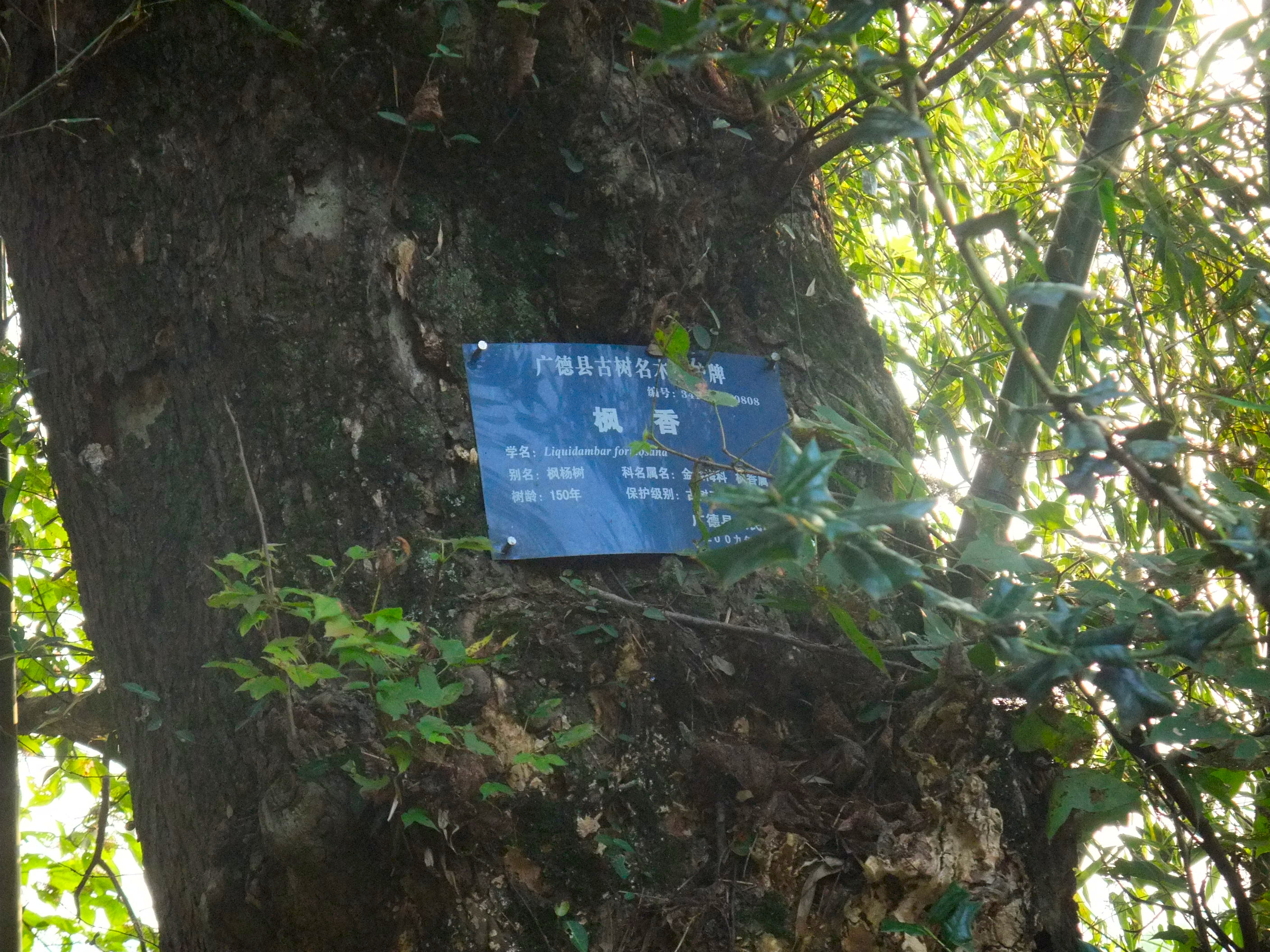
樹皮
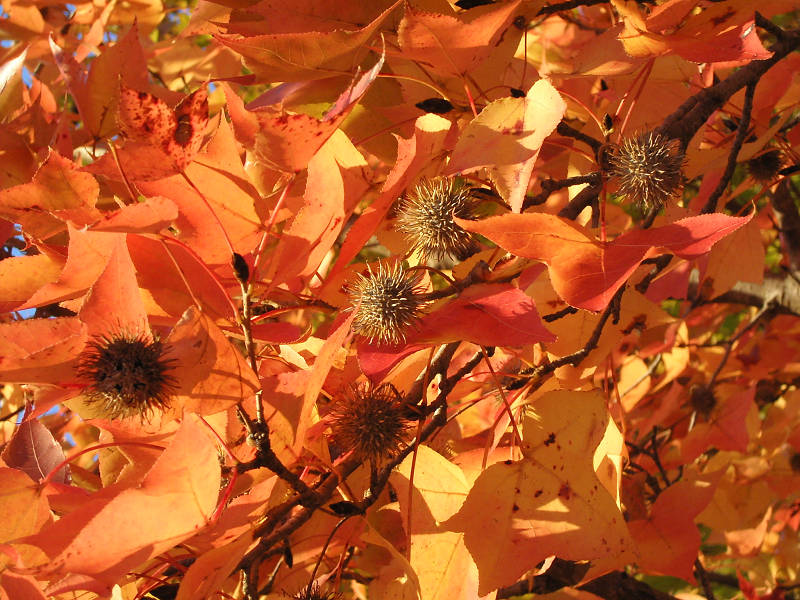
果実

## 利用
秋にはきれいな紅葉を見せるので人気があり、暖地で庭木、街路樹、公園樹として利用される。中国では独特の香りのある樹脂を「楓香脂」として薬用にする。

## 近縁種
近縁種にモミジバフウが知られる。これに対して本種をサンカクバフウまたはタイワンフウと呼ぶこともある。

## フウ属
フウ属（ふうぞく、学名: Liquidambar）は、フウ科の属の一つ。属名は「琥珀色の液」の意味で、この植物から採集される樹脂を香料や薬用に使っていたため。
フウ属は中国・台湾・小アジア・北米に4種ある。
- Liquidambar acalycina
- フウ Liquidambar formosana
- Liquidambar orientalis
- モミジバフウ Liquidambar styraciflua

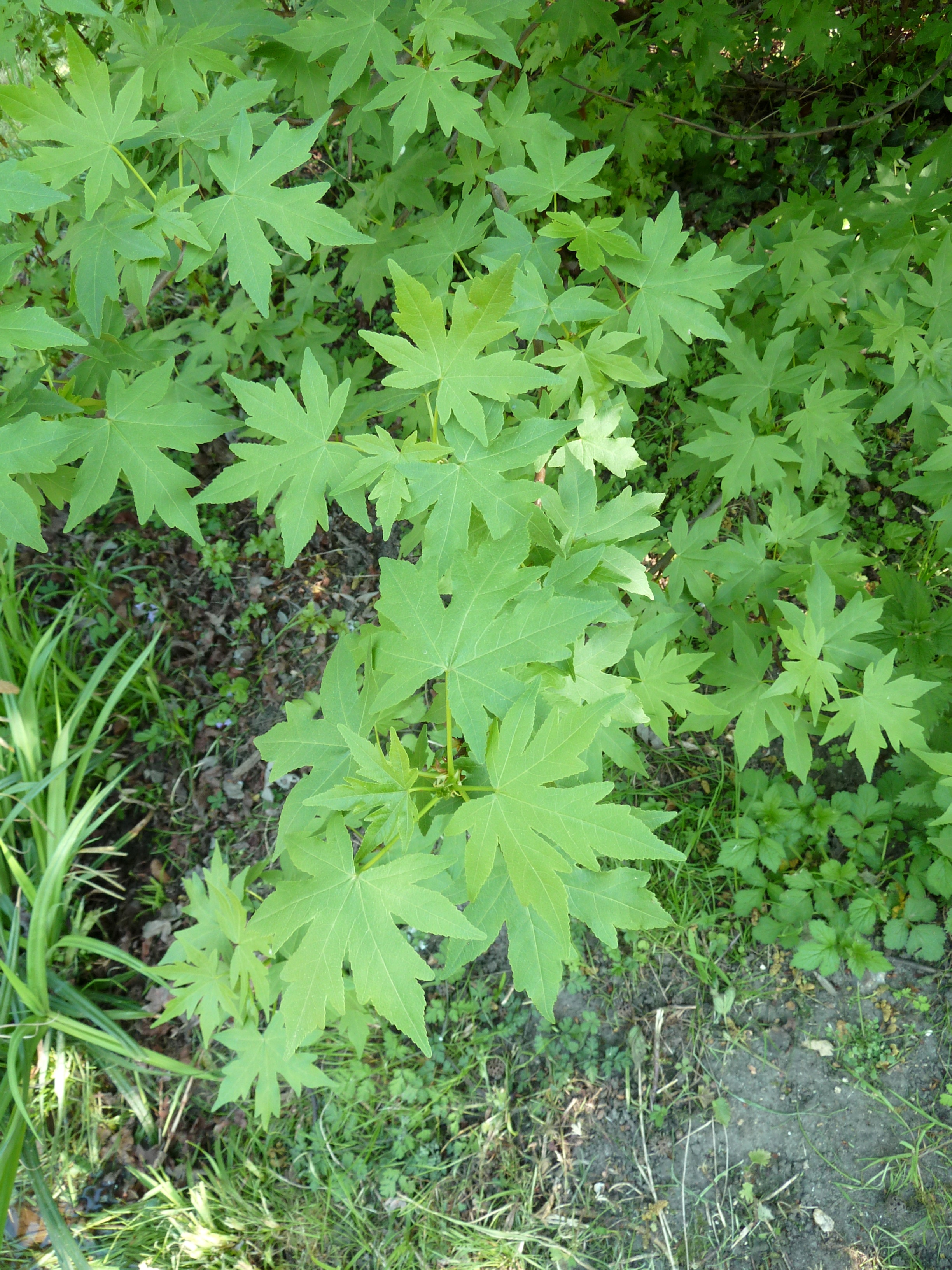
L. orientalis
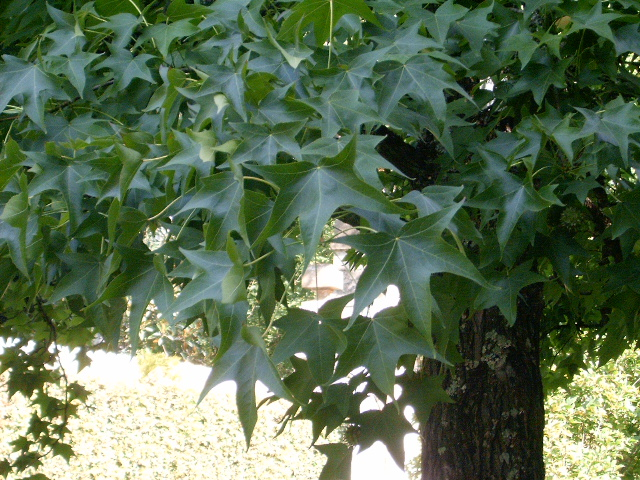
モミジバフウ